# Standing on the Shoulder of Giants
Albums de Oasis
The Masterplan
(1998) Familiar To Millions
(2000)
Singles
Standing on the Shoulder of Giants est le quatrième album du groupe de rock britannique Oasis, sorti le 28 février 2000. Il est le 16e le plus rapidement vendu de l'histoire du Royaume-Uni avec environ 310 000 copies achetées dès la première semaine. Il a été aussi certifié double disque de platine par le British Phonographic Industry et vendu à environ 208 000 copies aux États-Unis. Comme tous leurs albums, il atteignit  le numéro 1 des ventes au Royaume-Uni, mais fut paradoxalement leur album studio le moins vendu avec seulement 3 millions de copies vendues à travers le monde.
En 1999, l'année précédant la sortie de l'album, Oasis perd deux de ses membres en la personne de Paul "Bonehead" Arthurs et Paul "Guigsy" McGuigan et change de producteur, remplaçant Owen Morris (qui a produit les trois premiers albums du groupe) par Mark « Spike » Stent.
Cet album se définit par des sons plus proches du psychédélique moderne, avec des boucles de percussions, des samples, l'utilisation d'un sitar électrique et d'un mellotron ainsi que des sons de guitare plus clairs. Cela donne un album plus expérimental avec des influences plus recherchées dans l'électronique ou dans le son rock psychédélique lourd. Des morceaux comme Go Let It Out, Who Feels Love? ou encore Gas Panic! illustrent bien ce nouveau tournant que prend le groupe avec cet album. Cet album tranche sur ses prédécesseurs par une certaine noirceur. En effet, par rapport à des titres présents dans Be Here Now ou Definitely Maybe, des chansons comme Where Did It All Go Wrong? ou Sunday Morning Call sonnent moins optimistes.

## Historique
Le titre de l'album tire son nom d'une citation d'Isaac Newton : "If I have seen further it is by standing on the shoulders of Giants" (Si j'ai vu plus loin, c'est en me tenant sur les épaules des géants). Un jour où il est dans un pub, Noel Gallagher trouve cette phrase sur la tranche d'une pièce de £2 qui a récemment été mise en circulation. Appréciant la phrase, il l'inscrit sur un paquet de cigarettes, oubliant d'écrire le s à la fin du mot shoulder. Le lendemain, il retrouve la phrase inscrite sur le paquet et décide d'en faire le titre du prochain album.
Du fait du départ du bassiste et du guitariste au cours de l'enregistrement de l'album, le groupe dut réenregistrer leurs parties déjà enregistrées pour des raisons juridiques. Lorsque l'album est enregistré, le groupe Oasis ne compte plus que les frères Gallagher et le batteur Alan White.

## Couverture de l'album
La pochette se compose d'une photo de New York et de son horizon. Elle a été prise du haut du Rockefeller Center. On peut y apercevoir une multitude de buildings connues comme l'Empire State Building au premier plan, ainsi que le World Trade Center visible au loin. Cette photographie jouit d'un effet visuel peu commun par le fait qu'il est impossible de savoir à quel moment de la journée elle a été prise. Afin d'obtenir cet effet, le photographe a pris, chaque demi-heure, un cliché du même endroit et cela pendant 18 heures consécutives au cours d'une journée. Puis ces clichés furent modifiés numériquement et additionnés pour former l'image finale. Les pochettes des singles issues de Standing on the Shoulder of Giants sont toutes issues des mêmes thèmes que sont la ville de New York, les buildings, avec par exemple la pochette de Go Let It Out montrant une partie de football sur le toit d'un building.

## Réception
L'album reçut des critiques mitigées et fut généralement jugé comme décevant en comparaison des trois précédents. Il est à noter qu'il existe quand même des critiques favorables comme le magazine Rolling Stone qui le nota 3/5, NME qui lui donna un 6/10. Q Magazine donna une note de 4/5 à l'album en faisant l'éloge du titre Lets All Make Believe présent sur le single Go Let It Out qui figure aussi sur la version japonaise de l'album. Noel Gallagher défend l'album : « Même si ce n'était pas notre meilleure heure, c'est un bon album, né pendant une période difficile. J'ai travaillé dur comme jamais auparavant sur cet album. », considérant Go Let It Out comme une de ses meilleures créations et déclarant que Fuckin' In The Bushes, Go Let It Out, Gas Panic! et Where Did It All Go Wrong? sont « de la vraie musique ».. Liam aussi défendit son nouvel album : « Certaines personnes estiment que l'album est de la merde, mais je pense que c'est un très bon album ... il est juste un peu différent ».

## Liste des titres
Tous les titres sont composés par Noel Gallagher excepté Little James qui est composé par Liam Gallagher.
| 1.    | Fuckin' in the Bushes            | 3:18 |
| 2.    | Go Let It Out                    | 4:38 |
| 3.    | Who Feels Love?                  | 5:44 |
| 4.    | Put Yer Money Where Yer Mouth Is | 4:27 |
| 5.    | Little James                     | 4:15 |
| 6.    | Gas Panic!                       | 6:08 |
| 7.    | Where Did It All Go Wrong?       | 4:26 |
| 8.    | Sunday Morning Call              | 5:12 |
| 9.    | I Can See a Liar                 | 3:12 |
| 10.   | Roll It Over                     | 6:31 |
| 47:55 |                                  |      |

| Titre bonus de l'édition japonaise | Titre bonus de l'édition japonaise | Titre bonus de l'édition japonaise | Titre bonus de l'édition japonaise | Titre bonus de l'édition japonaise | Titre bonus de l'édition japonaise | Titre bonus de l'édition japonaise | Titre bonus de l'édition japonaise | Titre bonus de l'édition japonaise | Titre bonus de l'édition japonaise |
| No                                 | Titre                              | Durée                              |                                    |                                    |                                    |                                    |                                    |                                    |                                    |
| ---------------------------------- | ---------------------------------- | ---------------------------------- | ---------------------------------- | ---------------------------------- | ---------------------------------- | ---------------------------------- | ---------------------------------- | ---------------------------------- | ---------------------------------- |
| 11.                                | Let's All Make Believe             | 3:53                               |                                    |                                    |                                    |                                    |                                    |                                    |                                    |
| 51:48                              |                                    |                                    |                                    |                                    |                                    |                                    |                                    |                                    |                                    |

## Personnel
Oasis
- Liam Gallagher - chant
- Noel Gallagher - guitare rythmique et solo, basse, claviers, chant, production
- Alan White - batterie, percussion

Personnel additionnel
- Paul Stacey - claviers, guitare solo additionnelle (piste 1), guitare inversée (piste 3), basse (pistes 3, 6, 9 et 10), guitare acoustique additionnelle (piste 7)
- P. P. Arnold et Linda Lewis - chœurs (pistes 1, 4 et 10)
- Mark Coyle - sitar électrique (piste 4), guitare à douze cordes (piste 5)
- Mark Feltham - harmonica (piste 6)
- Charlotte Glasson - flûte (piste 6)